# Клеве, Мартен ван
Мартен ван Клеве (Старший) (нидерл. Marten van Cleve; ок. 1527, Антверпен — до 24 ноября 1581, Антверпен) — нидерландский рисовальщик и живописец. Член большой семьи художников из Антверпена эпохи Северного Возрождения. Работал в Антверпене между 1551 и 1581 годами. В основном известен жанровыми сценами с крестьянами и пейзажами, которые имеют определённое сходство с работами Питера Брейгеля Старшего. Он был одним из ведущих фламандских художников своего поколения. Его картины бытового жанра оказали влияние на творчество Питера Брейгеля Младшего и других художников его поколения.

## Биография
Мартен ван Клеве был сыном Виллема ван Клеве Старшего и, по некоторым источникам, братом Йоса ван Клеве. Старший брат Мартена Хендрик ван Клеве Третий и его младший брат Виллем ван Клеве Младший также были художниками.
Биографические сведения о нём крайне скудны. Мартен ван Клеве сначала учился живописи у отца. По словам раннего фламандского историографа Карела ван Мандера, он также учился у Франса Флориса, одного из ведущих фламандских живописцев середины XVI века. Доказательств этому ученичеству нет, но некоторое стилевое сходство с работами Франса Флориса, которое проявляется в ранних произведениях ван Клеве, делает такое обучение правдоподобным. Ван Мандер также утверждал, что ван Клеве не последовал традиции фламандских художников XVI века учиться в Италии. Это может объяснить, почему в работах ван Клеве не видно влияния итальянского маньеризма.
В 1551 году Мартен ван Клеве стал мастером антверпенской Гильдии Святого Луки. 7 января 1556 года Мартен ван Клеве женился на Марии де Греве. У супругов было четыре сына: Гиллис, Мартен (Мартен Младший), Йорис и Николаас. Все стали художниками. Мартен ван Клеве руководил большой мастерской, своеобразной «фабрикой» по производству картин. У него было пять зарегистрированных учеников, одним из учеников, возможно, был Ханс Йорданс. Мартен ван Клеве Мартен скончался в 1581 году, страдая от подагры и ревматизма.

## Творчество
Мартен ван Клеве изображал преимущественно сцены крестьянских свадеб и танцев, кермесов, дерущихся крестьян и солдат, деревенских торговцев, разбойников и бродяг. Отдельные фигуры он заимствовал из картин Питера Брейгеля Старшего. Он также «писал фигуры в брейгелевском духе на картинах других художников, что было обычным делом для того времени».
Лишь около пяти его работ подписаны и надлежащим образом задокументированы. Поэтому с атрибуциями картин Мартена ван Клеве связаны постоянные дискуссии. Помимо живописи Мартену ван Клеве приписывают множество рисунков для гравюр, опубликованных типографиями и издателями Антверпена, включая Виллема ван Хехта. Считается, что, будучи учеником в мастерской Франса Флориса, Мартен ван Клеве помогал в подготовке офортов по рисункам, сделанным Флорисом. По рисункам самого ван Клеве работали многие выдающиеся гравёры, такие как братья Вирикс, Ханс Бол, Филип Фрюйтерс, Иоганн Саделер, Бальтасар ван ден Бос и Филип Галле.

## Галерея
- Крестьянская пара. Между 1555 и 1631. Офорт
- Эскиз к картине «Битва между Масленицей и Великим постом». Между 1560 и 1581. Дерево, масло
- Свадебный танец. Дерево, масло. Частное собрание
- Фламандское домашнее хозяйство. Между 1555 и 1560. Дерево, масло. Музей истории искусств, Вена
- Благословение свадебного ложа. Между 1547 и 1581. Дерево, масло. Частное собрание
- Визит к кормилице. Дерево, масло. Местонахождение неизвестно
- Карнавал в деревне. Между 1591 и 1600. Дерево, масло. Государственный Эрмитаж, Санкт-Петербург
- Хороший пастух. Дерево, масло. Частное собрание